# Lista dos deputados estaduais da 4.ª legislatura de Santa Catarina (1901–1903)
Lista dos deputados estaduais de Santa Catarina - 4ª legislatura (1901 — 1903).
| Nº | Deputado                            |
| -- | ----------------------------------- |
| 1  | Pedro Cristiano Feddersen           |
| 2  | Antônio Pinto da Costa Carneiro     |
| 3  | Gustavo Adolfo Richlin              |
| 4  | Luís Abry                           |
| 5  | Francisco Margarida                 |
| 6  | José Maurício dos Santos            |
| 7  | Abílio Justiniano de Oliveira       |
| 8  | Vidal Ramos                         |
| 9  | Hipólito Boiteux                    |
| 10 | Reinaldo Gomes Tavares              |
| 11 | Caetano Vieira da Costa             |
| 12 | José Vicente de Carvalho Filho      |
| 13 | Germano Augusto Lepper              |
| 14 | Polidoro Olavo de São Tiago         |
| 15 | Manuel Francisco Moreira            |
| 16 | Abdon Baptista                      |
| 17 | Dorval Melquíades de Sousa          |
| 18 | Eliseu Guilherme da Silva           |
| 19 | João Luís Ferreira de Melo          |
| 20 | Celso Bayma                         |
| 21 | Antônio Pereira da Silva e Oliveira |
| 22 | Alexandre Ernesto de Oliveira       |